# Aprominta africana
Aprominta africana är en fjärilsart som beskrevs av Lancelot A. Gozmany 1961. Aprominta africana ingår i släktet Aprominta och familjen Symmocidae. Inga underarter finns listade i Catalogue of Life.